# Gora Tezhgar
Gora Tezhgar är ett berg i Armenien.   Det ligger i provinsen Ararat, i den centrala delen av landet, 60 kilometer sydost om huvudstaden Jerevan. Toppen på Gora Tezhgar är 1 664 meter över havet.
Terrängen runt Gora Tezhgar är huvudsakligen kuperad, men åt nordväst är den bergig. Runt Gora Tezhgar är det ganska tätbefolkat, med 124 invånare per kvadratkilometer.. Närmaste större samhälle är Armash, 11,3 kilometer väster om Gora Tezhgar. 
Trakten runt Gora Tezhgar består i huvudsak av gräsmarker.